# Gaahl
Kristian Eivind Espedal (nacido el 7 de agosto de 1975 en Fjaler, Sunnfjord, Noruega), más conocido como Gaahl, es un vocalista noruego que formó parte de la banda de black metal noruega Gorgoroth, a la cual se unió en 1998. Colaboró inicialmente en uno de los temas del álbum de estudio Destroyer de esta formación.
El 2005, en el documental Metal: A Headbanger's Journey, fue entrevistado realizando comentarios referentes a la quema de iglesias realizada en Noruega a principios de la década de los 90 y su postura sobre el satanismo y la cristiandad, donde declaró:

"La quema de iglesias y todas esas cosas son, obviamente, cosas que yo apoyo al 100% y que debieron ser llevadas a cabo mucho más en el pasado y que serán realizadas mucho más en el futuro. Tenemos que acabar con el rastro que la cristiandad ha dejado y lo que las raíces semitas tienen que ofrecer a este mundo. El satanismo es libertad para el crecimiento del individuo y para convertirse en un súper hombre. Todo hombre que ha nacido para ser rey, acaba convirtiéndose en rey, todo hombre nacido para ser esclavo no conoce a Satán".

Gaahl fue sentenciado a un año de prisión por palizas y amenazas de muerte en 2001, y fue forzado a pagar 158,000 NOK. En 2006, Gaahl fue condenado otros 14 meses más en prisión por torturar a un hombre y beberse parte de su sangre en 2002. La víctima recibió un total de 190,000 NOK. Se trataba de un hombre de 41 años de edad al cual Gaahl golpeó y amenazó con beber su sangre, cosa que más tarde hizo. Gaahl se vio envuelto en investigaciones por parte de la policía noruega por una serie de quema de iglesias a principios de los 90. Algo en lo que Gaahl pone mucho énfasis apoyando este tipo de acciones. Gaahl fue liberado en diciembre de 2006.

## Biografía

### Infancia
Gaahl nació el 7 de agosto de 1975 en Sunnfjord, un distrito del condado de Sogn og Fjordane, Noruega. Su juventud la pasó en un valle poco poblado llamado Espedal, en el municipio de Fjaler. A pesar de que ahora pasa gran parte de su tiempo en Bergen, Gaahl todavía conserva residencias en el valle.
Desde joven demostró ser más inteligente en comparación a otros niños de su edad 

### Primeros años (1993–1998)
Gaahl se introdujo en el black metal en 1993, cuando fundó la banda Trelldom con el guitarrista Tyrant y el bajista Taakeheim. En marzo de 1994 publicaron su primer demo con el batería de Gorgoroth, Goat Pervertor. Gaahl y Tyrant grabaron y publicaron el álbum debut de Trelldom, Til Evighet a comienzos de 1995, con la ayuda del batería Ole Nic. En 1998 lanzaron el disco Til et Annet con otro batería Mutt. Ese año, Gaahl formó los grupos Sigfader y Gaahlskagg. Ambas bandas publicaron un EP en 1999.

### Con Gorgoroth (1998-2007)
Gaahl se unió a Gorgoroth en 1998. Ese mismo año contribuyó en su cuarto álbum de estudio, Destroyer, aunque solamente cantó en la canción que da título al álbum. Su debut en directo fue en mayo de ese año, cuando Gorgoroth realizó cinco conciertos en Alemania como teloneros de Cradle of Filth.

### Con Wardruna (2009-actualidad)
Más adelante, Gaahl se incorporó a la formación de Wardruna, un proyecto musical creado por Kvitrafn en el que tanto las letras como el sonido remiten a las tradiciones nórdicas antiguas.[cita requerida]

### Vida personal y creencias
Gaahl es abiertamente gay. Es un artista y ha exhibido algunas de sus pinturas. Él es vegetariano (aunque una fuente ha afirmado lo contrario) y está "contra las drogas y la mentalidad del consumidor de drogas".
Gaahl es un practicante del chamanismo nórdico y se lo puede ver a menudo usando un colgante Mjölnir.
Gaahl se opone fuertemente al cristianismo. A menudo se le ha confundido como satanista, pero se opone a que lo etiqueten como tal. En una entrevista de 1995, declaró: "Soy mi propio Dios, así como mi propio Satanás. Por lo tanto, no soy un Satanista a juzgar por esos términos". Agregó en broma: "Tal vez podrías llamarlo gaahlismo". Reiteró esta creencia en el documental True Norwegian Black Metal cuando dijo: "El dios dentro de ti es el único dios verdadero". En una entrevista para el documental Metal: A Headbanger's Journey. En ese momento fue vocalista de Gorgoroth. Se le preguntó a Gaahl qué inspiró la música de la banda, a lo que su única respuesta fue "Satanás". Cuando se le preguntó qué representaba Satanás, nuevamente respondió con una sola palabra: "Libertad".
Gaahl explicó su uso de temas satánicos:
Usamos la palabra "satanista" porque es el mundo cristiano y tenemos que hablar su idioma. Para el mundo, soy un satanista, lo que significa resistencia a todo lo que te detiene. [...] Cuando uso la palabra "Satanás" significa el orden natural, la voluntad de un hombre, la voluntad de crecer, la voluntad de convertirse en el superhombre y no ser oprimido por ninguna ley como la iglesia, que Es solo una forma de controlar las masas.
Cuando se le preguntó si estaba influenciado por Friedrich Nietzsche en sus creencias y su uso de la terminología de "superhombre", Gaahl respondió: "Para mí no significa nada y no tengo muchas cosas en común con él. Personalmente, me concentro en mí mismo, en mis propios pensamientos".
Gaahl expresó su oposición a la Iglesia de Satanás, describiéndola como un grupo de "personas débiles que se agrupan como ratas, temerosas de estar solas" y agregó: "Anton LaVey y sus seguidores son increíblemente ridículos. Es tan infantil. No lo perderé. Mi aliento al discutirlos".
En cuanto al black metal, Gaahl ve la individualidad como el aspecto más importante del género. Él ha descrito el black metal como "la descripción de la honestidad sin compromiso" y "una guerra para aquellos que escuchan el susurro". Cuando se le preguntó en el documental Metal: A Headbanger's Journey (2005) sus pensamientos sobre los incendios de la iglesia asociados con la escena del black metal noruego temprano, Gaahl respondió:
"Las quemas de iglesias son, por supuesto, una cosa que apoyo al cien por cien. Debería haberse hecho mucho más, y se hará mucho más en el futuro. Tenemos que eliminar todo rastro [de] lo que el cristianismo y las raíces semíticas tienen para ofrecer a este mundo".
Sin embargo, en una controvertida entrevista de 1995, también dijo sobre los incendios de la iglesia:
Bueno, personalmente, no me importa en absoluto, pero temo que pueda causar en la gente temor al nihilismo y los puntos de vista anticristianos que representa el Black Metal, y de esa manera llevar a personas neutrales a sucumbir a la cristiandad porque eso es lo que aceptan y no quieren perder. Creo que es la manera incorrecta de proceder. 
Gaahl sostiene que no tiene un conjunto profundo de creencias políticas, y que su círculo de amigos incluye tanto a los de derecha como a los de izquierda.
Estas son cosas relacionadas con el pasado y el entorno en el que me encontré en ese momento. A principios de los años 90, había todas estas diferentes pandillas juveniles en Noruega y una cosa llevó a la otra. Estuve involucrado en peleas de pandillas y tuve falsos amigos [...] No había disposición política, ni conmigo ni ninguno de mis amigos. Pero tenías que profesar lealtad a cierto grupo si querías defenderte y no darte una patada en el culo. [...] Pero definitivamente ha habido cambios y una evolución en mi pensamiento. Soy una persona diferente hoy.
En una entrevista de 2013, Gaahl dijo sobre la libertad de expresión: "Debes poder decir lo que quieras, es la única forma de evolucionar. Si negamos una opinión a alguien, no podemos crecer [...]. Sin embargo, las personas también deben poder para enfrentar las consecuencias de decir lo que piensan. [...] ¿Qué clase de persona eres si no dejas que las personas hablen en contra tuya?".

## Discografía

### Con Gorgoroth
- 1998: Destroyer
- 2000: Incipit Satan
- 2003: Twilight of the Idols
- 2006: Ad Majorem Sathanas Gloriam

### Con Trelldom
- 1994: Disappearing of the Burning Moon
- 1995: Til Evighet
- 1998: Til et Annet…
- 2007: Til Minne...

### Con Gaahlskagg
- 1999: Split with Stormfront-
- 2000: Erotic Funeral

### Con Sigfader
- 1999: Sigfaders Hevner

### Con God Seed
- 2012: Live at Wacken
- 2012:  I Begin

### Con Wardruna
- 2009: Runaljod - Gap Var Ginnunga
- 2013: Yggdrasil